# Love of Chrysanthemum
Love of Chrysanthemum è un cortometraggio muto del 1910 diretto da Van Dyke Brooke.

## Trama
In Giappone, un turista americano non si rende conto della diversa percezione che i locali hanno dell'amore, vissuto come cosa sacra.

## Produzione
Il film fu prodotto dalla Vitagraph Company of America.

## Distribuzione
Distribuito dalla Vitagraph Company of America, il film - un cortometraggio in una bobina - uscì nelle sale cinematografiche statunitensi il 28 maggio 1910.